# Deg hit'an
Els deg hit'an (també deg xinag, deg xit'an, deg hitan, degexit'an, ingalik, ingalit, inkaliten, inkality, kaiyuhkhotana) pertanyen al grup de pobles de llengües na-dené d'Alaska. El seu antic nom, ingalik i els seus derivats són considerats ofensius pels deg hit'an. Es dividien en dos subgrups, anvik i nikolai.

## Localització
Viuen al naixement dels rius Kuskokwin i Yukon, al Nord d'Alaska, i a Anvik, entre el Yukon i el Shageluk.

## Demografia
El 1980 hi havia 400 individus (300 anvik i 100 nikolai) dels quals només 100 parlaven la seva llengua. Segons dades de la BIA del 1995, vivien als llogarrets de Sleetmute (92 h/97 al rol tribal), Anvik (75 h/79 al rol), Grayling (194 h/204), Holy Cross (277 h/299), Shageluk (132 h/139) i Takotna (17 h/18) mixta amb els inuit. En total, 818 al rol tribal. La seva llengua, però, només té uns 40 parlants, la majoria ancians.

## Costums
Viuen en zones de bosc i tundra, pesquen salmons entre el gel i cacen caribús, ossos, castors, ànecs i dants, i se'ls menjaven crus o cuits. Estaven molt influenciats culturalment pels inuit. Vestien parques, pantalons i d'altres robes d'aquests. Llurs cases eren semisubterrànies, com les dels inuit de l'Oest. Cacen amb arpons, venables llancívols i d'altres armes inuit. Fabricaven canoes de fusta de bedolls i bots de pell.
Vivien a llogarrets, alguns nòmades i d'altres sedentaris, tals com campaments de pesca per a una o dues famílies a l'estiu, i a assentamenst d'hivern per a tot el grup. El centre del campament era una casa subterrània llarga o kashin, emprada també com a casa de suor, consell de la tribu, club d'entreteniment, casa funerària, temple religiós per a activitats dels xamans i d'altres actes públics, però només per a homes. Les dones es quedaven a casa.
Celebraven motls esports, jocs, cerimònies i potlachts, tot i ésser molt important per a ells l'ostentació de la riquesa. Creien en un esperit sobrenatural que omplia tots els éssers animants i inanimats, i en un creador, en un dimoni i en una vida d'ultratomba. Tenien moltes supersticions, tabús i rituals referents a la cacera, als animals i als estris.
Els hiverns celebraven reunions al kashin, on tenien set cerimònies diferents, hi feien dàdives i danses amb màscares per conjurar l'abundància de la cacera.

## Història
Des del 1760 els rússos es van emparar d'Alaska, però van tenir poc contracte amb els dené de l'interior, a diferència dels inuits, aleut i tlingit. Cap al 1834 exploraren el riu Yukon i Kuskokwin. Això els farà entrar en conflicte amb la Hudson bay Company. Mantingueren, però, un comerç força actiu.
El 30 de març del 1867 tota Alaska fou objecte d'un tractat de compra amb el govern dels EUA, qui els pagà 7,2 milions $ en or. El govern nord-americà passa el control a l'Alaska Commercial Company (ACC) i el 17 de maig dictà la primera llei orgànica per tal que se li apliquin les lleis d'Oregon.
El 1912 es va crear el primer grup indi, Alaska Native Brotherhood, per tal de protegir llurs interessos.
El 1968 es crearà el Native Land Claims Movement (NLCM), amb suport dels ecologistes, per a evitar les expropiacions a causa dels descobriments petrolífers, i reclama compensacions, cosa que forçarà el 1971 la creació de l'Alaska Native Claims Settlement Act, que extingeix els títols de propietat aborígens a Alaska i ordena l'establiment de corporacions que administrin els diners produïts a les terres (44 milions d'acres i 962,5 milions $).
Darrerament estan intentant la recuperació de la seva llengua, mercè l'esforç de gent com Belle Deacon (1905), cistellera i autora dels contes bilingües Engithidong Xugixudhoy: their stories of long ago (1987).